# Tipula (Lunatipula) chernavini
Tipula (Lunatipula) chernavini is een tweevleugelige uit de familie langpootmuggen (Tipulidae). De soort komt voor in het Palearctisch gebied.